# Luciobarbus guiraonis
Luciobarbus guiraonis är en fiskart som först beskrevs av Steindachner, 1866.  Luciobarbus guiraonis ingår i släktet Luciobarbus och familjen karpfiskar. IUCN kategoriserar arten globalt som sårbar. Inga underarter finns listade i Catalogue of Life.